# Долјани
Долјани (грч. Κουμαριά, Кумарија) је насељено место у општини Бер у периферији Средишња Македонија, Грчка. Према попису из 2021. године било је 163 становника.
Према бугарском географу и историчару, Василу Канчову, у Долјану је 1900. године живело 500 Аромуна. Долјани су били словенско насеље до 1822. године, када су страдали током Негушког устанка. Касније су се овде населили Аромуни сточари из Епира. После 1923. године насељено је 37 грчких избегличких породица из Турске, укуно 130 особа, док је већи број аромунских породица напустио село.